# Kup europskih prvaka 1975./76. (vaterpolo)
Ovo je trinaesto izdanje Kupa europskih prvaka. Beogradski Partizan obranio je naslov. Još u skupinama ispali su Barcelona, SKK Stockholm, Rote Erde Hamm, ČH Košice i Galatasaray. Zatim se igrala završna skupina.
- 1. Partizan (Jugoslavija)
- 2. Vasas (Mađarska)
- 3. Canottieri Napulj (Italija)
- 4. De Robben (Nizozemska)

- sastav Partizana (šesti naslov): Predrag Vraneš, Branislav Trajković, Đorđe Perišić, Miroslav Sofijanić, Uroš Marović, Zoran Bratuša, Nikola Stamenić, Ratko Rudić, Siniša Belamarić, Predrag Manojlović, Duško Antunović, Nenad Manojlović, Zoran Avramović, Božidar Novaković